# Іст-Гамптон (селище, Нью-Йорк)
Іст-Гемптон (англ. East Hampton) — селище (англ. village) в США, в окрузі Саффолк штату Нью-Йорк. Населення — 1517 осіб (2020).

## Географія
Іст-Гемптон розташований за координатами 40°57′6″ пн. ш. 72°11′46″ зх. д. / 40.95167° пн. ш. 72.19611° зх. д. (40.951538, -72.196101).  За даними Бюро перепису населення США в 2010 році селище мало площу 12,70 км², з яких 12,34 км² — суходіл та 0,36 км² — водойми.

## Демографія
Згідно з переписом 2010 року, у селищі мешкали 1083 особи в 533 домогосподарствах у складі 277 родин. Густота населення становила 85 осіб/км².  Було 1836 помешкань (145/км²).
Расовий склад населення:
| - 92,7 % — білих - 1,1 % — азіатів - 0,7 % — чорних або афроамериканців - 5,1 % — осіб інших рас |

До двох чи більше рас належало 0,4 %. Частка іспаномовних становила 11,8 % від усіх жителів.
За віковим діапазоном населення розподілялося таким чином: 14,1 % — особи молодші 18 років, 52,1 % — особи у віці 18—64 років, 33,8 % — особи у віці 65 років та старші. Медіана віку мешканця становила 55,5 року. На 100 осіб жіночої статі у селищі припадало 90,7 чоловіків;  на 100 жінок у віці від 18 років та старших — 86,7 чоловіків також старших 18 років.
Середній дохід на одне домашнє господарство  становив 214 897 доларів США (медіана — 104 531), а середній дохід на одну сім'ю — 275 208 доларів (медіана — 132 266). За межею бідності перебувало 4,7 % осіб, у тому числі 3,3 % дітей у віці до 18 років та 3,4 % осіб у віці 65 років та старших.
Цивільне працевлаштоване населення становило 575 осіб. Основні галузі зайнятості: фінанси, страхування та нерухомість — 26,4 %, освіта, охорона здоров'я та соціальна допомога — 16,5 %, науковці, спеціалісти, менеджери — 11,7 %, мистецтво, розваги та відпочинок — 9,4 %.